# Stara Kresna
Stara Kresna (bułg. Стара Кресна) – wieś w południowo-zachodniej Bułgarii, w obwodzie Błagojewgrad, w gminie Kresna. Według danych Narodowego Instytutu Statystycznego, 31 grudnia 2011 roku wieś liczyła 84 mieszkańców.

## Historia
W 1905 roku powstała szkoła podstawowa a wieś zamieszkiwało 720 ludzi. Do 1978 roku miejscowość nazywała się Kresna, ale gdy miejscowość Gara Pirin została przemianowana na Kresna, wtenczas ówczesna miejscowość Kresna została przemianowana na Stara Kresna.

## Osoby związane ze Starą Kresną
- Georgi Aleksow – wolontariusz legionu Macedońsko-Adrianopolskiego
- Stefan Karczew – rewolucjonista
- Georgi Korczew – nauczyciel, rewolucjonista
- Andrej Micow – rewolucjonista, bohater WMORO-u
- Christo Micow – rewolucjonista, bohater WMORO-u
- Prokop Micow – rewolucjonista, bohater WMORO-u
- Mico Stoiłkow – rewolucjonista